# Say So
«Say So» es una canción de la rapera y cantante estadounidense Doja Cat. Fue enviada a la radio estadounidense el 28 de enero de 2020 como el quinto sencillo de su segundo álbum de estudio Hot Pink (2019). La canción cobró popularidad después de que se creara un desafío de baile en la aplicación TikTok, logrando hacerlo viral en la plataforma. Fue escrita por Doja Cat, Lydia Asrat, Yeti Beats y Dr. Luke, y producida por este último. Logró alcanzar el puesto número 1 en la lista estadounidense Billboard Hot 100, convirtiéndose en el primer top 1 de Doja Cat en la lista.

## Antecedentes
«Say So» se lanzó originalmente como la quinta canción del segundo álbum de estudio de Doja Cat, Hot Pink. Durante finales de 2019 y principios de 2020, la canción ganó popularidad en la aplicación TikTok debido a varios videos de desafío de baile en los que se usaba la canción. Después de esto, la canción fue enviada a las radios de Estados Unidos como un sencillo oficial del álbum.

## Composición
«Say So» ha sido descrita como una «maravillosa canción pop» con un «ritmo influenciado por la música disco». La canción también se inspira en el funk de los años 70 y contiene influencias de la música house moderna en su ritmo.

## Recepción

### Comentarios de la crítica
En su reseña para Hot Pink, Lucy Shanker de Consequence of Sound consideró la canción como un «éxito pop tradicional». Nerisha Penrose de Elle escribió que la canción «ofrece una buena dosis de nostalgia mientras la voz silenciosa y aireada de Doja flota sobre una cama de sintetizadores iridiscentes y una línea de bajo funky». Clash escribió que la canción está «unida a la interpretación vocal siempre perfecta de Doja».

### Recibimiento comercial
Después de varios videos de desafío de baile viral en los que se usó, «Say So» se convirtió en un éxito durmiente en las listas de música en varios países antes de ser anunciada como sencillo a fines de enero.
En Estados Unidos, «Say So» ingresó inicialmente al Bubbling Under Hot 100 en el puesto número 19 en la semana del 4 de enero de 2020 debido a las masivas descargas digitales que obtuvo y luego subió al puesto número seis a la siguiente semana. Después de dos semanas, «Say So» le valió a Doja Cat su tercera entrada a la lista Billboard Hot 100, y la segunda del álbum Hot Pink, debutando en el puesto número 95 de la lista en la semana del 18 de enero de 2020. Saltó al número 77 en su segunda semana, y gradualmente logró subir más. Posteriormente entró en el puesto número 33 de la lista Mainstream Top 40, convirtiéndose en su segundo sencillo en el listado tan solo detrás de «Juicy»; desde entonces logró llegar al puesto número 23. Después del lanzamiento de su video musical, «Say So» ascendió 18 posiciones al número 33 en el Hot 100 en su octava semana en las listas, luego de varias semanas en el listado logró su primera entrada en el top 10 llegando al número 9, mientras que logró ubicarse en el número 26 de la lista Streaming Songs. Esto marcó el primer éxito de Doja Cat entre los 40 mejores en el país, superando el puesto número 41 de «Juicy». Esa misma semana logró llegar al puesto número nueve en la lista Rolling Stone Top 100.
Internacionalmente, «Say So» alcanzó el top 40 en otros países, entre ellos Australia, Escocia, Eslovaquia, Grecia e Irlanda. También alcanzó los diez primeros puestos en Bélgica, Nueva Zelanda, Países Bajos y Reino Unido.
En Reino Unido, «Say So» ingresó en la lista UK Singles Chart en el número 83 en la semana del 9 de enero de 2020. Ascendió gradualmente a en la lista y entró en el top 40 en el número 35 el 13 de febrero de 2020. El 28 de febrero, ingresó en el top 20 en el puesto número 19 y la semana siguiente, ingresó en el top 10.

## Presentaciones en vivo
La canción fue interpretada por Doja Cat en The Tonight Show Starring Jimmy Fallon, el 26 de febrero de 2020. En la actuación se vio a Doja Cat vestida con un traje rosa, junto con dos cantantes/bailarines de respaldo que ejecutan coreografías influenciadas por la música disco, que incorporaron algunos pasos del baile viral en TikTok.

## Video musical
El video musical de «Say So» fue lanzado el 27 de febrero de 2020. Es un set temático de «era disco» en Los Ángeles en la década de 1970, y filmado en la residencia Sheats-Goldstein. En el video, dirigido por Hannah Lux Davis, Doja Cat aparece con diferentes atuendos relucientes y pasea a un tigre con una correa. El video también presentó cameos de las estrellas de TikTok, Dontè Colley y Haley Sharpe, quienes crearon el baile viral para la canción. La coreografía en sí, que hizo popular la canción, aparece en el video musical.

## Remix con Nicki Minaj
La rapera anunció la versión remix de la canción junto a la también rapera trinitense-estadounidense Nicki Minaj un día antes de su estreno el 1 de mayo de 2020. El Remix obtuvo el puesto número 1 en el Billboard Hot 100, siendo éste, el primer número 1 para ambas raperas.

## Lista de canciones
- Descarga digital - Streaming[23][24]

| N.º | Título   | Duración |  |
| 1.  | «Say So» | 3:58     |  |

| N.º | Título                                    | Duración |  |
| 1.  | «Say So» (Jax Jones Midnight Snack Remix) | 3:30     |  |

## Posicionamiento
| Listas (2020)                           | Posiciones |
| --------------------------------------- | ---------- |
| Argentina (Argentina Hot 100)           | 10         |
| Australia (ARIA)                        | 4          |
| Austria (Ö3 Austria Top 40)             | 21         |
| Bélgica (Flandes) (Ultratop 50)         | 5          |
| Bélgica (Valonia) (Ultratop 50)         | 5          |
| Brasil (Top 100 Brasil)                 | 63         |
| Bulgaria (PROPHON)                      | 9          |
| Canadá (Canadian Hot 100)               | 4          |
| Colombia (National-Report)              | 75         |
| Croacia (HRT)                           | 9          |
| República Checa (Rádio Top 100)         | 96         |
| Dinamarca (Tracklisten)                 | 9          |
| El Salvador (Monitor Latino)            | 10         |
| Estonia (Eesti Tipp-40)                 | 5          |
| Finlandia (OFC)                         | 13         |
| Francia (SNEP)                          | 9          |
| Alemania (Media Control AG)             | 33         |
| Grecia (IFPI)                           | 13         |
| Hungría (Rádiós Top 40)                 | 28         |
| Hungría (Single Top 40)                 | 11         |
| Hungría (Stream Top 40)                 | 11         |
| Islandia (Tonlist)                      | 5          |
| Italia (FIMI)                           | 46         |
| Japón (Billboard)                       | 9          |
| Letonia (Latvijas Top 40)               | 1          |
| Líbano (OLT20)                          | 5          |
| Lituania (AGATA)                        | 5          |
| Malasia (RIM)                           | 2          |
| México (Monitor Latino)                 | 2          |
| México (Billboard)                      | 1          |
| Países Bajos (Dutch Top 40)             | 12         |
| Países Bajos (Mega Single Top 100)      | 9          |
| Nueva Zelanda (RMNZ)                    | 3          |
| Noruega (VG-lista)                      | 19         |
| Panamá (Monitor Latino)                 | 12         |
| Polonia (Polish Airplay Top 100)        | 32         |
| Portugal (AFP)                          | 8          |
| Rumania (Airplay 100)                   | 20         |
| Escocia (Scottish Singles Sales Chart)  | 9          |
| Singapur (RIAS)                         | 4          |
| Eslovaquia (Rádio Top 100)              | 58         |
| Eslovenia (SloTop50)                    | 4          |
| Corea del Sur (Gaon)                    | 160        |
| España (PROMUSICAE)                     | 1          |
| Suecia (Sverigetopplistan)              | 17         |
| Suiza (Schweizer Hitparade)             | 15         |
| Reino Unido (UK Singles Chart)          | 2          |
| Estados Unidos (Billboard Hot 100)      | 1          |
| Estados Unidos (Adult Contemporary)     | 28         |
| Estados Unidos (Adult Top 40)           | 8          |
| Estados Unidos (Dance/Mix Show Airplay) | 1          |
| Estados Unidos (Hot R&B/Hip-Hop Songs)  | 1          |
| Estados Unidos (Mainstream Top 40)      | 1          |
| Estados Unidos (Rhythmic)               | 1          |
| Estados Unidos Rolling Stone Top 100    | 9          |
| Venezuela (Record Report)               | 51         |

## Certificaciones
| Región        | Organismo certificador | Certificación | Ventas certificadas | Ref.   |
| ------------- | ---------------------- | ------------- | ------------------- | ------ |
| Australia     | (ARIA)                 | Oro           | 35 000              | [ 81 ] |
| Nueva Zelanda | (RMNZ)                 | Oro           | 15 000              | [ 82 ] |
| México        | (AMPROFON)             | Diamante      | 300 000             | [ 83 ] |

## Premios y nominaciones
| Año  | Premiación                     | Categoría                                                | Resultado | Ref.          |
| ---- | ------------------------------ | -------------------------------------------------------- | --------- | ------------- |
| 2020 | American Music Awards          | Videoclip favorito                                       | Nominado  | [ 84 ]        |
| 2020 | BET Awards                     | Vídeo del año                                            | Nominado  | [ 85 ]        |
| 2020 | MTV Millennial Awards (Brasil) | Éxito global                                             | Nominado  | [ 86 ]        |
| 2020 | MTV Millennial Awards (Brasil) | Mejor colaboración internacional (remix con Nicki Minaj) | Nominado  | [ 86 ]        |
| 2020 | MTV Video Music Awards         | Canción del año                                          | Nominado  | [ 87 ] [ 88 ] |
| 2020 | MTV Video Music Awards         | Canción del verano                                       | Nominado  | [ 87 ] [ 88 ] |
| 2020 | MTV Video Music Awards         | Mejor dirección                                          | Nominado  | [ 87 ] [ 88 ] |
| 2020 | NRJ Music Awards               | Videoclip del año                                        | Nominado  | [ 89 ]        |
| 2021 | Billboard Music Awards         | Mejor canción R&B                                        | Nominado  | [ 90 ]        |
| 2021 | BMI Pop Awards                 | Canción más interpretada                                 | Ganador   | [ 91 ]        |
| 2021 | BMI R&B/Hip-Hop Awards         | Canción del año                                          | Ganador   | [ 92 ]        |
| 2021 | BMI R&B/Hip-Hop Awards         | Canción más interpretada                                 | Ganador   | [ 92 ]        |
| 2021 | Grammy Awards                  | Grabación del año                                        | Nominado  | [ 93 ]        |
| 2021 | Grammy Awards                  | Mejor interpretación pop solista                         | Nominado  | [ 93 ]        |
| 2021 | iHeartRadio Music Awards       | Canción de TikTok del año                                | Nominado  | [ 94 ] [ 95 ] |
| 2021 | iHeartRadio Music Awards       | Mejor coreografía                                        | Nominado  | [ 94 ] [ 95 ] |

## Historial de lanzamiento
| Región         | Fecha                  | Formato                     | Discográfica                  | Ref.   |
| -------------- | ---------------------- | --------------------------- | ----------------------------- | ------ |
| Varios         | 7 de noviembre de 2019 | Descarga digital, Streaming | Kemosabe Records, RCA Records | [ 23 ] |
| Reino Unido    | 24 de enero de 2020    | Contemporary hit radio      | Kemosabe Records, RCA Records | [ 96 ] |
| Estados Unidos | 28 de enero de 2020    | Contemporary hit radio      | Kemosabe Records, RCA Records | [ 6 ]  |
| Italia         | 31 de enero de 2020    | Contemporary hit radio      | Sony Music                    | [ 97 ] |
| Estados Unidos | 4 de febrero de 2020   | Rhythmic Crossover radio    | Kemosabe Records, RCA Records | [ 98 ] |
| Varios         | 1 de mayo de 2020      | descarga digital, streaming | Remix                         | [ 99 ] |